# Kostel svatého Františka Xaverského (Paříž)
Kostel svatého Františka Xaverského (fr. Église Saint-François-Xavier) je katolický farní kostel v 7. obvodu v Paříži na náměstí Place du Président-Mithouard.

## Historie
V roce 1842 byla založena farnost sv. Františka Xaverského zahraničních misií (Saint-François-Xavier-des-Missions-Étrangères). Před stavbou kostela používala kapli Pařížských misií umístěnou v ulici Rue du Bac.
Výstavba vlastního kostela začala v roce 1861 a vedl ji architekt Louis-Adrien Lusson. Po jeho smrti v roce 1864 na stavbu dohlížel architekt Toussaint Uchard. Stavba kostela byla dokončena v roce 1873 (bez vnitřního vybavení). Kostel byl vysvěcen 23. května 1894.
Varhany vytvořila v roce 1878 firma Fermis et Persil a upravil je Aristide Cavaillé-Coll. Další úprava proběhla v roce 1923. V roce 1995 byly varhany restaurovány.

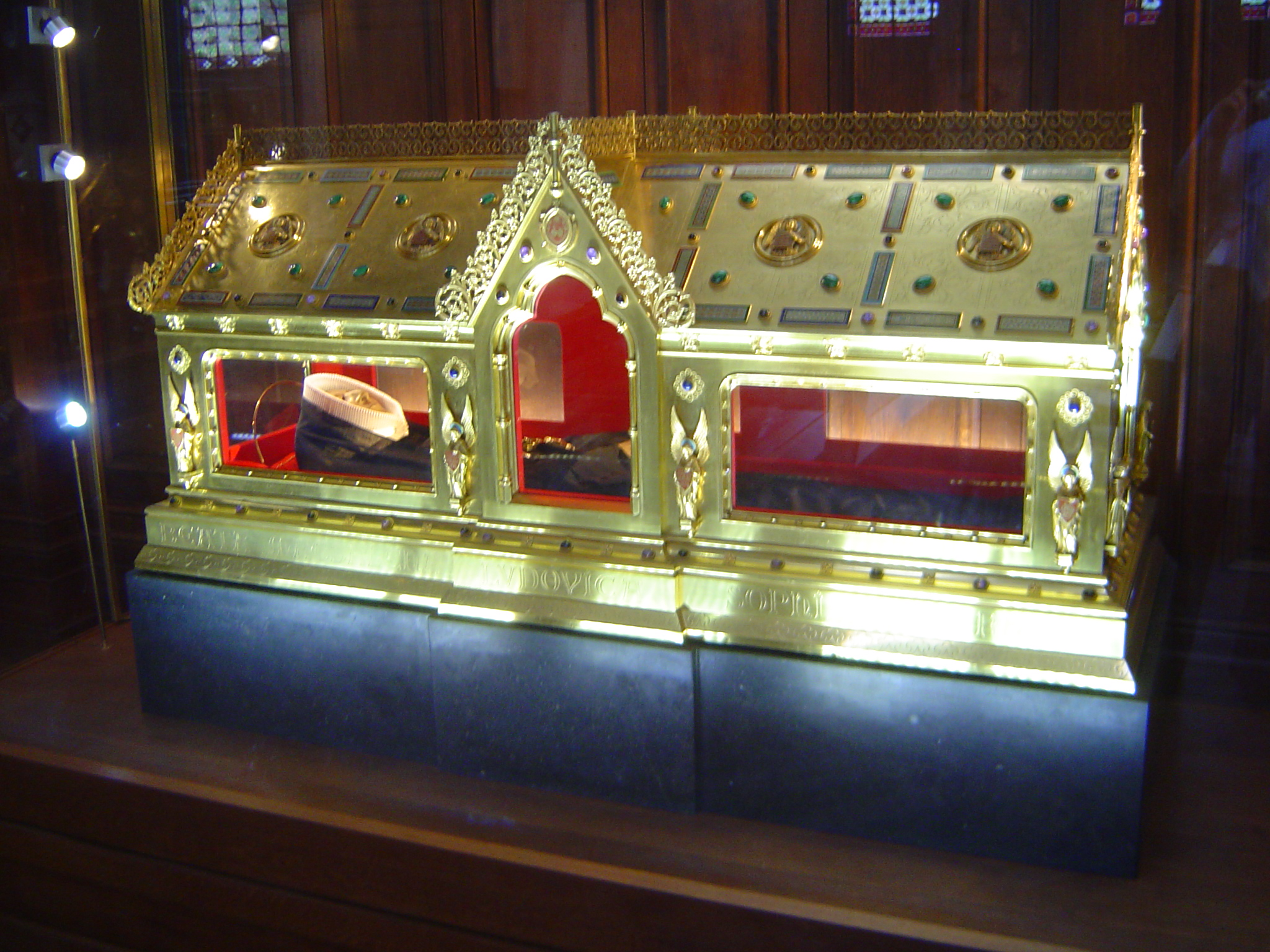
Relikviář svaté Madeleine-Sophie Baratové

Na svátek Nejsvětějšího Srdce Ježíšova 19. června 2009 bylo do kostela přeneseno tělo svaté Madeleine-Sophie Baratové, která v roce 1800 založila Kongregaci sester Nejsvětějšího Srdce Ježíšova. Přenesení do tohoto kostela bylo uskutečněno na žádost kongregace, neboť Madeleine-Sophie Barat žila v nedalekém paláci Biron, kde bylo sídlo kongregace (dnes musée Rodin).